# Myoxocephalus stelleri
Myoxocephalus stelleri är en fiskart som beskrevs av Tilesius, 1811. Myoxocephalus stelleri ingår i släktet Myoxocephalus och familjen simpor. Inga underarter finns listade i Catalogue of Life.